# کریم بوستانی
کریم بوستانی (زاده ۱ فروردین ۱۳۲۹) دروازه‌بانان سابق و مربی فوتبال اهل ایران است.
بوستانی فوتبالش را از تاج مسجد سلیمان آغاز کردو بعد به تیم نیروی اهواز رفت و تا پایان دوران بازی خود در این تیم و تیم منتخب خوزستان ماند. در زمانی که جام تخت جمشید در جریان بود وی به تیم ملی دعوت شد و به عنوان گلر در جام ملتهای آسیا با ناصر حجازی و بهرام مودت سنگربانان تیم ملی بودند.

## شروع دوران مربیگری
در سال ۱۳۵۷ بوستانی به کشور امارات سفر کرد و یک سال در تیم بن یاس دورازه بان این تیم اماراتی بود و در سال بعد به دلیل اینکه دیگر دروازه‌بان خارجی در لیگ امارات نمی‌توانست کار کند او به عنوان مربی گلرهای همان تیم اولین سال مربیگری خود را آغاز کرد؛ و سیزده سال در تیم بن یاس حضور داشت. وی بعد از بازگشت از امارات با سرمربیگری امیر قلعه نویی در تیمهای استقلال اهواز، سپاهان اصفهان، استقلال تهران که از سال ۱۳۹۱ شمسی و تا آخر فصل ۱۳۹۳–۱۳۹۴ شمسی در استقلال به عنوان مربی کار کرد. بوستانی در لیگ برتر فوتبال ایران فصل ۸۹–۱۳۸۸ و فصل ۹۰–۱۳۸۹ با تیم فوتبال سپاهان و در فصل ۹۲–۱۳۹۱ با تیم فوتبال استقلال به مقام قهرمانی لیگ برتر خلیج فارس دست یافت و سال بعد در لیگ قهرمانان آسیا در سال۲۰۱۳ با تیم استقلال تهران شرکت کرد. وی در زمان دو مدیر عامل در استقلال مربیگری کرد، یعنی هم‌زمان آقای فتح‌الله‌زاده حضور داشت هم‌زمان بهرام افشار زاده، بعد از آن به همراه امیر قلعه نویی به تیم تراکتورسازی تبریز پیوست،بوستانی بعد از آن به تیم صبای قم پیوست و در فصل ۹۶–۹۷مربی و مدیر فنی استقلال اهواز گردید. وی با تیمهای استقلال تهران و سپاهان با سرمربیگری امیر قلعه نویی به مقام قهرمانی لیگ برتر و با تیم تراکتورسازی تبریز به مقام نایب قهرمانی دست پیداکرده. بوستانی یکی از مربیان در جام ملتهای آسیا در سال ۲۰۰۷ با تیم ملی ایران با سرمربیگری امیر قلعه نویی بوده‌است و از جمله مربیانی که هم مربی دروازه بانان است و هم مربی بازیکنان. کریم بوستانی در میانه نیم فصل اول فصل ۹۷ بعد از داریوش یزدی سرمربی استقلال خوزستان شد و با شروع نیم فصل دوم به صورت رسمی به عنوان سرمربی معرفی گردید و تا هفتم اسفند ماه ١٣٩٧ هدایت این تیم را بعهده داشت.

## افتخارات
- دو قهرمانی با تیم سپاهان اصفهان در لیگ برتر فصل:(۱۳۸۹–۱۳۸۸)و(۱۳۹۰–۱۳۸۸)
- قهرمانی با تیم فوتبال استقلال تهران در لیگ برتر فصل :۱۳۹۲–۱۳۹۱
- نایب قهرمانی با تیم تراکتورسازی تبریز در لیگ برتر